# 로베레토역
로베레토역(이탈리아어: Rovereto)은 밀라노 지하철 1호선의 역이다. 1964년 11월 1일, 1호선의 '세스토 마렐리' - '로토' 구간이 처음으로 개통하면서 문을 열었다.
이 역은 밀라노 코무네의 몬차 대로(Viale Monza)에 있다. 지하에 위치한 역이며 한 개의 터널에 2개 승강장, 2개 선로를 가지고 있다.

## 시설
이 역에는 다음과 같은 시설이 있다.
- 장애인 승객을 위한 접근 시설
- 엘레베이터
- 에스컬레이터
- 승차권 자동판매기
- 역 감시카메라

| 밀라노 지하철       | 밀라노 지하철       | 밀라노 지하철                   |
| ------------------- | ------------------- | ------------------------------- |
| 투로 세스토 1º 마조 | 밀라노 지하철 1호선 | 파스테우르 로 피에라 / 비셸리에 |